# Hugh Hilley
Hugh Hilley, gebürtig Hugh Healey (* 19. März 1899 in Royston, Glasgow; † 14. September 1987) war ein schottischer Fußballspieler.

## Karriere
Hugh Hilley wurde im Jahr 1899 in Royston, einem Stadtteil von Glasgow geboren. Während seiner Kindheit änderte seine Irisch-Katholische Familie ihren Nachnamen von Healey in Hilley, um jede religiöse Diskriminierung zu vermeiden. Seine Fußballkarriere begann er beim FC St. Anthony’s für den er bis 1921 spielte. Am 16. Mai 1921 unterschrieb er einen Vertrag bei Celtic Glasgow. Der energische Linksverteidiger gab sein Debüt für die Hoops bei einem 0:0-Unentschieden gegen Third Lanark am 4. März 1922. Für die folgenden Jahre verblieb er als Stammspieler auf dieser Position bei den Bhoys. In einem Ligaspiel am 20. August 1927 gegen Hamilton Academical verließ er das Feld mit einer starken Erschöpfung, was zu einem Nervenzusammenbruch führte. Er spielte danach nie wieder für die erste Mannschaft von Celtic. Mit Celtic gewann er in seiner Karriere zweimal den Glasgow Cup, einmal die schottische Meisterschaft in der Spielzeit 1925/26 und zweimal den Pokal. Hilley spielte in seiner gesamten Karriere bei Celtic.
Nach Beendigung seiner Karriere als Spieler eröffnete er mit seiner italienischstämmigen Frau eine Eisdiele und einen Gastronomiebetrieb. 

## Erfolge
mit Celtic Glasgow:
- Glasgow Cup (2): 1921, 1927
- Schottischer Meister (1): 1926
- Schottischer Pokalsieger (2): 1925, 1927